# Claire Davinroy
Claire Davinroy, née Clémence Valy à Paris 8e le 14 octobre 1897 et morte à Fontenay-sous-Bois le 15 février 1973, est une résistante et femme politique française. Elle est titulaire de la Croix de guerre 1939-1945 avec Palme et de la Médaille de la Résistance.

## Biographie

### Résistance
Professeur de l'enseignement primaire supérieur de Paris, Claire Davinroy appartient dès 1940 à un groupe de résistance dont Pierre Brossolette est l'animateur.
Elle héberge Pierre Brossolette, chargé de mission du général de Gaulle, à chacun de ses voyages en France.
Le colonel Passy (de son vrai nom André Dewavrin), directeur du Bureau central de renseignements et d'action (BCRA), à sa mission de 1943 tient chez elle toutes ses réunions (premières réunions de ce qui deviendra par la suite le COMAC).
En 1943, elle organise avec Robert Tainturier la Centrale Parsifal, qui est l'organe de liaison entre les réseaux de la Zone Nord et le BCRA.
Secrétaire chiffreuse, elle peut entre l'arrestation de Robert Tainturier et la sienne (intervenue le 8 octobre 1943, sur dénonciation de son concierge), faire disparaître les documents et les codes.

### Internement et déportation
Internée à Fresnes, Claire Davinroy est déportée à Ravensbrück le 31 janvier 1944. Elle est libérée le 9 avril 1945.

### Après guerre
Elle est déléguée à l'Assemblée consultative provisoire au titre des prisonniers et déportés. Elle y siège du 20 juillet 1945 au 3 août 1945.
Elle devient ensuite directrice du Smith College de Genève.

## Décoration
- Croix de guerre 1939–1945, palme de bronze
- Médaille de la Résistance française (décret du 31 mars 1947)[4]